# الحمادي (إب)
الحمادي هي إحدى قرى الجمهورية اليمنية. وهي تتبع جغرافيًا لمحافظة إب. وإداريًا لمديرية بعدان. يبلغ تعداد سكانها 1440 نسمة حسب الإحصاء الذي جرى عام 2004.